# Campeonato Mundial de Ciclismo en Pista de 1957
El LIV Campeonato Mundial de Ciclismo en Pista se celebró en Rocourt (Bélgica) entre el 10 y el 15 de agosto de 1957 bajo la organización de la Unión Ciclista Internacional (UCI) y la Federación Belga de Ciclismo.
Las competiciones se realizaron en el Estadio Velódromo de Rocourt. En total se disputaron 5 pruebas, 3 para ciclistas profesionales y 2 para ciclistas amateur.

## Medallistas

### Profesional
| Evento                 | Oro                        | Plata                         | Bronce                  |
| ---------------------- | -------------------------- | ----------------------------- | ----------------------- |
| Velocidad individual   | Jan Derksen · Países Bajos | Arie van Vliet · Países Bajos | Roger Gaignard Francia  |
| Persecución individual | Roger Rivière Francia      | Albert Bouvet Francia         | Guido Messina · Italia  |
| Medio fondo            | Paul Depaepe · Bélgica     | Walter Bucher · Suiza         | Graham French Australia |

### Amateur
| Evento                 | Oro                     | Plata                      | Bronce                             |
| ---------------------- | ----------------------- | -------------------------- | ---------------------------------- |
| Velocidad individual   | Michel Rousseau Francia | Guglielmo Pesenti · Italia | Valentino Gasparella · Italia      |
| Persecución individual | Carlo Simonigh · Italia | Franco Gandini · Italia    | Albertus Geldermans · Países Bajos |

## Medallero
| Núm. | País         | Oro | Plata | Bronce | Total |
| ---- | ------------ | --- | ----- | ------ | ----- |
| 1    | Francia      | 2   | 1     | 1      | 4     |
| 2    | Italia       | 1   | 2     | 2      | 5     |
| 3    | Países Bajos | 1   | 1     | 1      | 3     |
| 4    | Bélgica      | 1   | 0     | 0      | 1     |
| 5    | Suiza        | 0   | 1     | 0      | 1     |
| 6    | Australia    | 0   | 0     | 1      | 1     |
|      | TOTAL        | 5   | 5     | 5      | 15    |